# Audi e-tron GT
Audi e-tron GT — електричний спортивний автомобіль класу люкс від німецької компанії Audi. Він належить до серії e-tron. Модель була представлена 9 лютого 2021 року.

## Опис

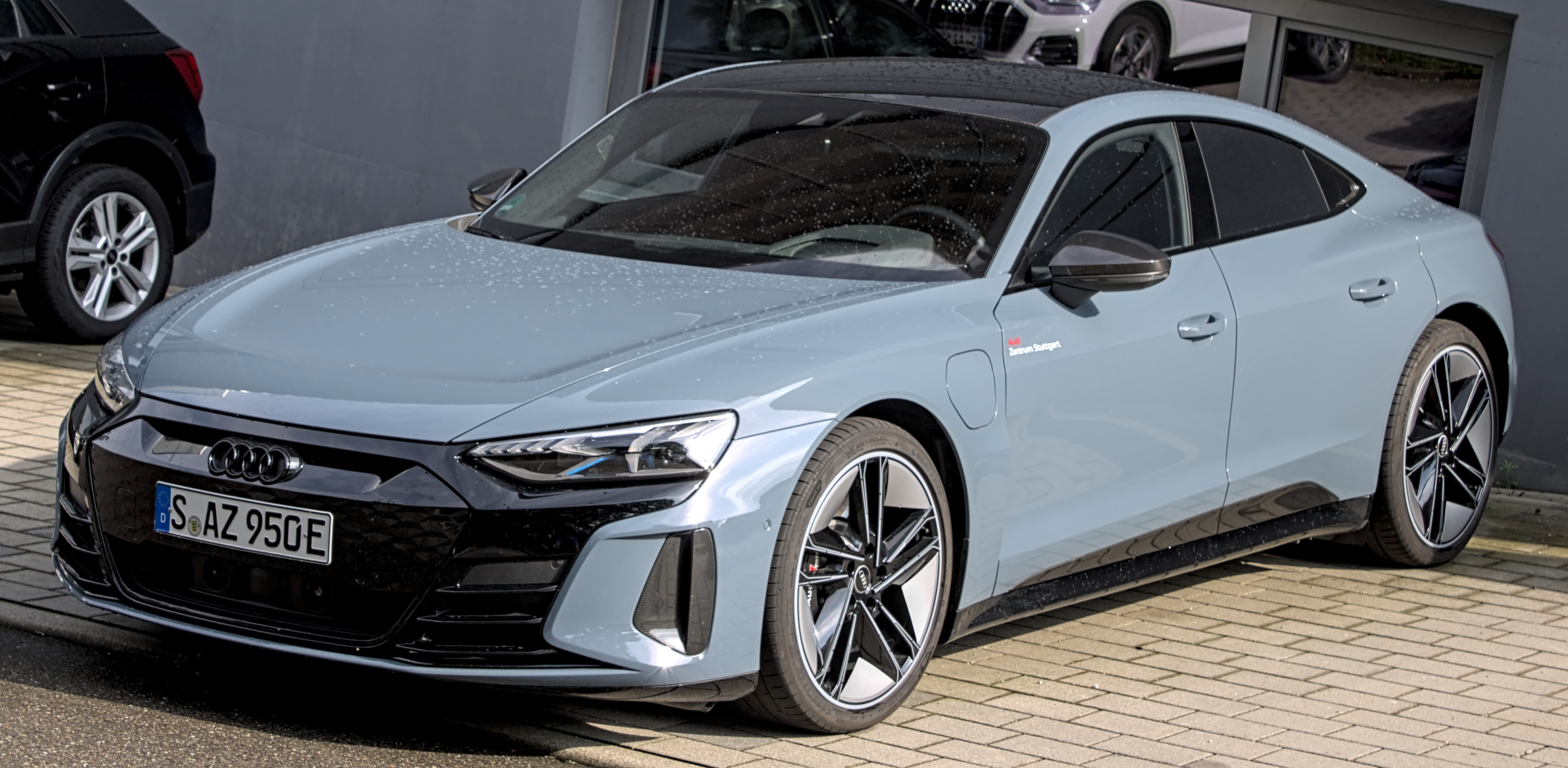
Audi RS e-tron GT

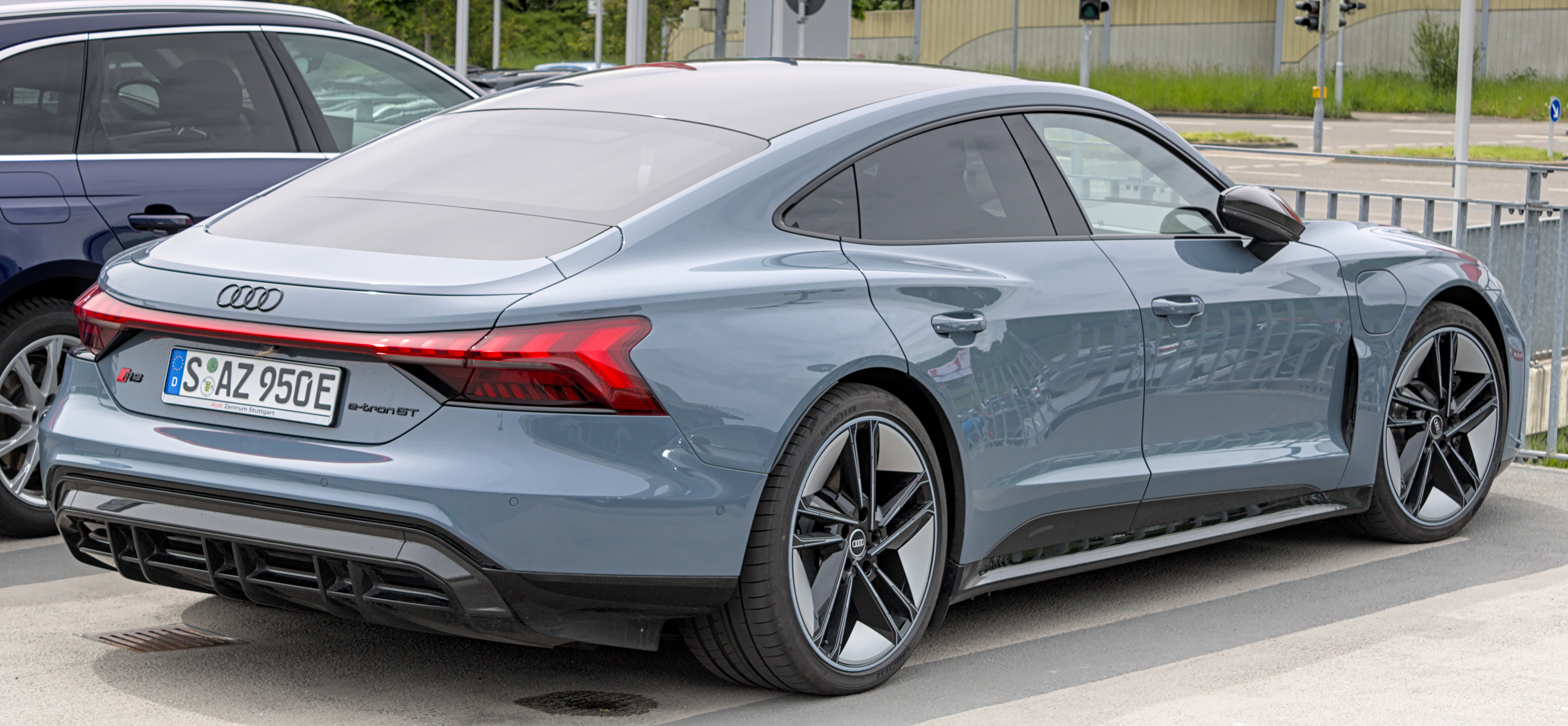
Audi RS e-tron GT

Автомобіль побудований на новій платформі PPE (Premium Platform Electric) разом з Porsche Taycan. За розмірами і пропорціями автомобіль повторює Audi A7.

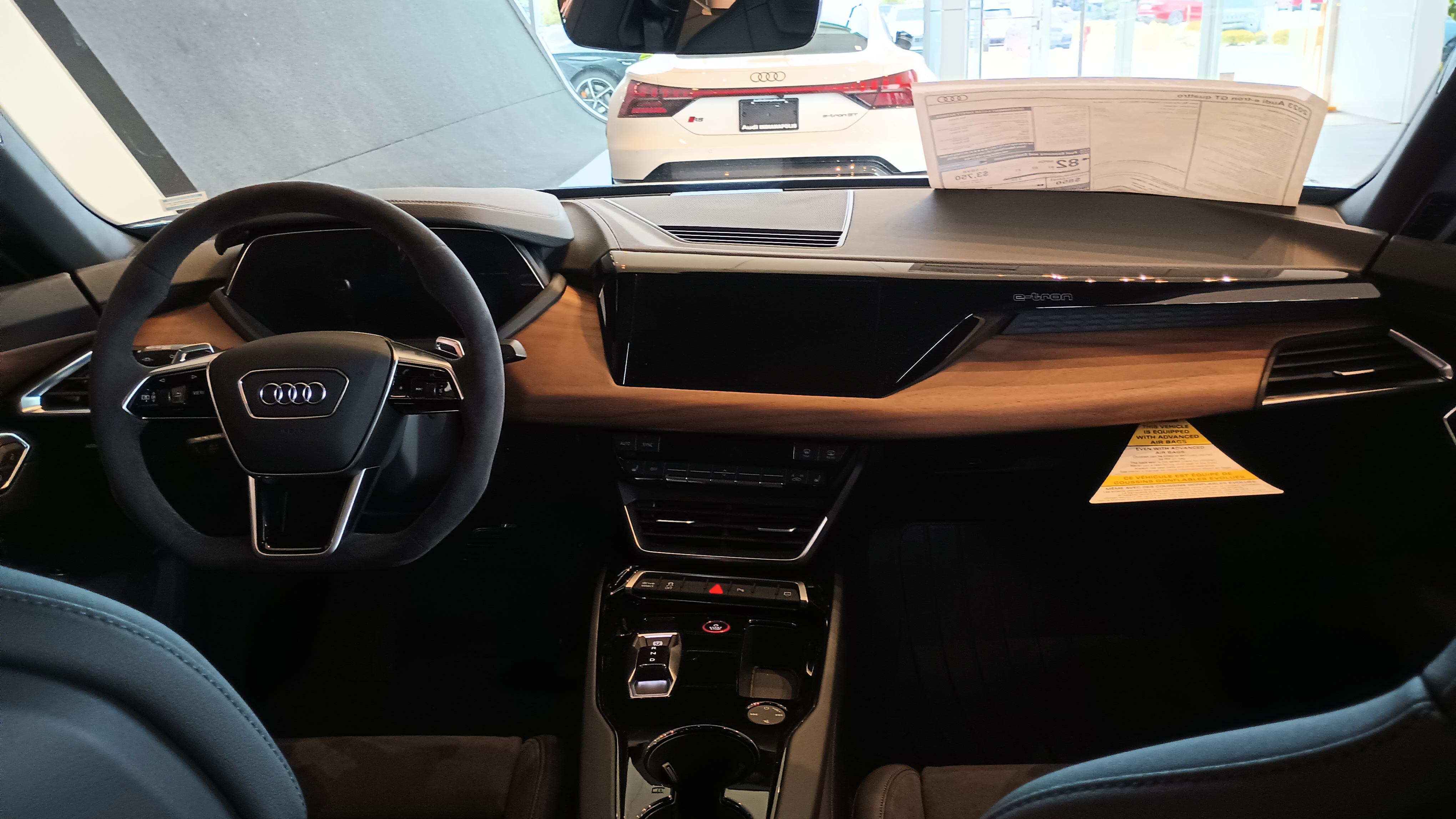

Всередині автомобіля є цифрова приладова панель діагоналлю 12,3 дюйма і дисплей мультимедіа на 10,1 дюйма. Проєкція на лобове скло — за бажанням. Розгін від 0 до 100 км/год становить 4.1 сек.

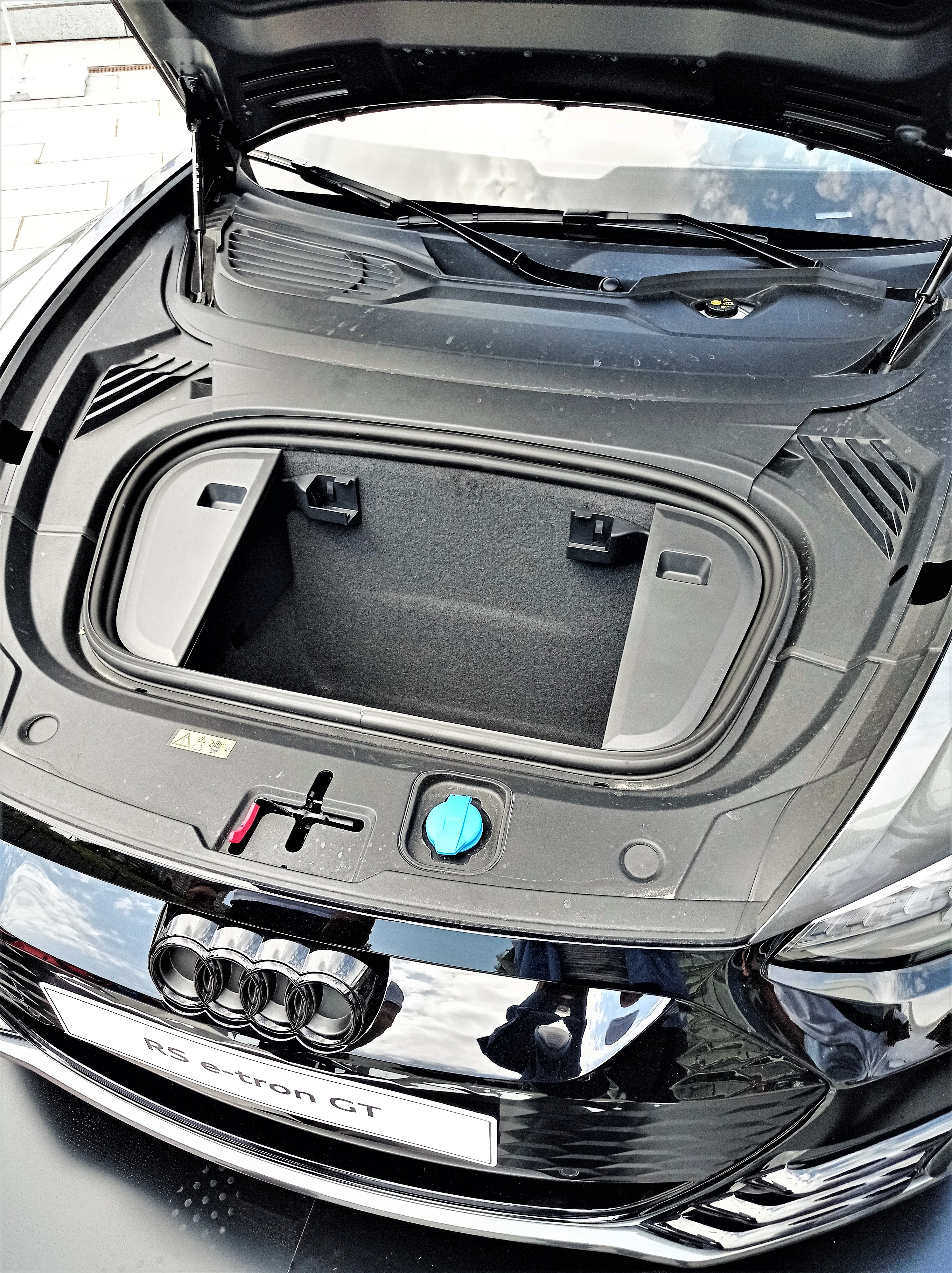
Передній багажник

Акумуляторну батарею можна зарядити двома способами, за допомогою кабелю і через систему бездротової зарядки. Автомобіль оснащений 800 вольтовою системою, яка дозволяє зарядити 80% акумулятора за близько 20 хвилин, що дозволяє отримати запас ходу більше 320 кілометрів. Бездротова індукційна зарядна станція потужністю 11 кВт дозволяє зарядити автомобіль за ніч.
Всі моделі обладнані системою Launch Control.

## Модифікації
| Назва             | Потужність | Крутний момент | Ємність акумуляторів | Пробіг (WLTP) |
| ----------------- | ---------- | -------------- | -------------------- | ------------- |
| e-tron GT quattro | 476 к.с.   | 630 Нм         | 93,4 kWh             | 452–487 км    |
| RS e-tron GT      | 598 к.с.   | 830 Нм         | 93,4 kWh             | 433–472 км    |

## Продажі
| Рік  | Європа | США   |
| ---- | ------ | ----- |
| 2021 | 4,927  | 1,227 |
| 2022 | 6,450  | 2,301 |
| 2023 |        | 2,424 |